# 维克多·雨果广场 (贝桑松)

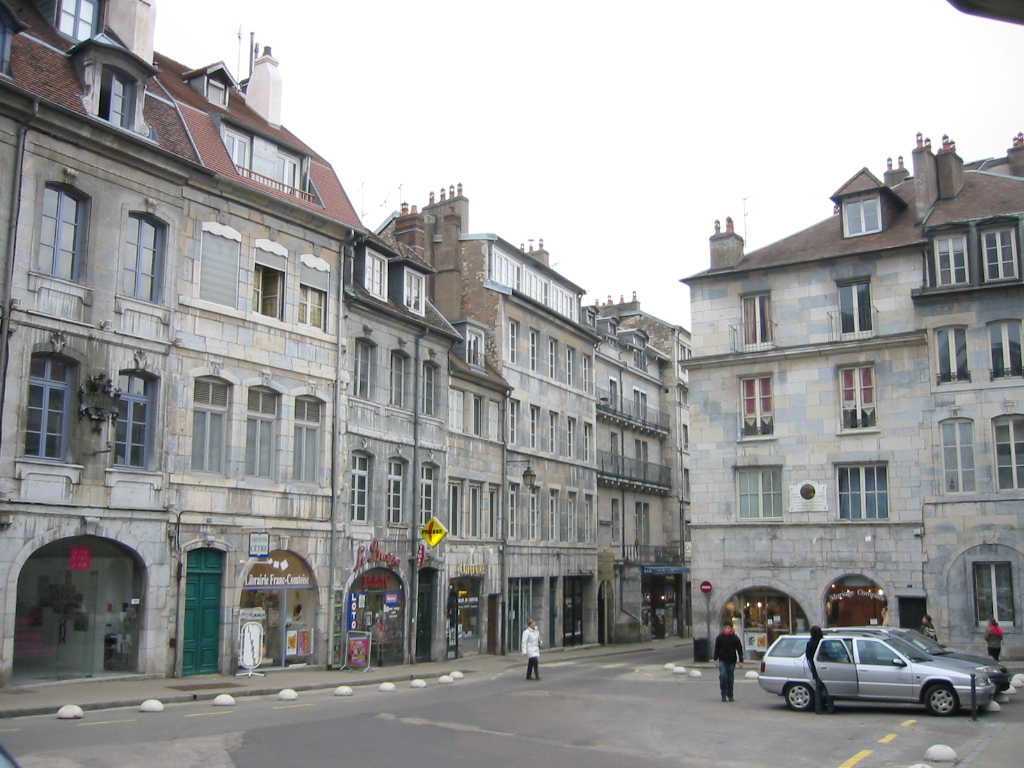

维克多·雨果广场（Place Victor-Hugo）是法国勃艮第-弗朗什-孔泰大区杜省省会贝桑松市中心区（La Boucle）的一个半封闭矩形广场，面积100平方米，开辟于17世纪。

## 历史
广场旧名圣昆廷广场（Place Rondot Saint-Quentin），因圣道思小堂（chapelle Saint-Quentin）而得名。
先后有多位名人出生在这个广场，包括夏尔·诺迪埃（1780年）、维克多·雨果（1802年）和卢米埃尔兄弟（1862年、1864年）。
1772年，夏尔·傅立叶出生在距离广场 300 米的地方 ，1809年，皮埃尔-约瑟夫·蒲鲁东也出生在不远处。
古斯塔夫·库尔贝也在这里生活过一段时间。在他求学期间，曾无意中住过维克多·雨果出生地故居，直到1839年。
1851年，古斯塔夫·福楼拜来到这个广场朝圣，他的朋友维克多·雨果刚刚流亡国外。
1885年维克多·雨果去世后，这个广场改名为“维克多·雨果广场”。
2013年3月7日，《观点》周刊用了整整一页的篇幅，刊登了文章《伟人的广场》（Place des grands hommes）。

## 交汇道路
- 维克多·雨果路（rue Victor-Hugo）
- 大街（Grande rue）
- rue de la Convention
- rue Peclet
- rue des Martelots
- rue Ernest-Renan

## 景点
- 黑门（Porte Noire）
- 卡斯唐广场（Square Castan）， 是一组古罗马遗迹
- 卢米埃尔兄弟出生地故居
- 维克多·雨果出生地故居

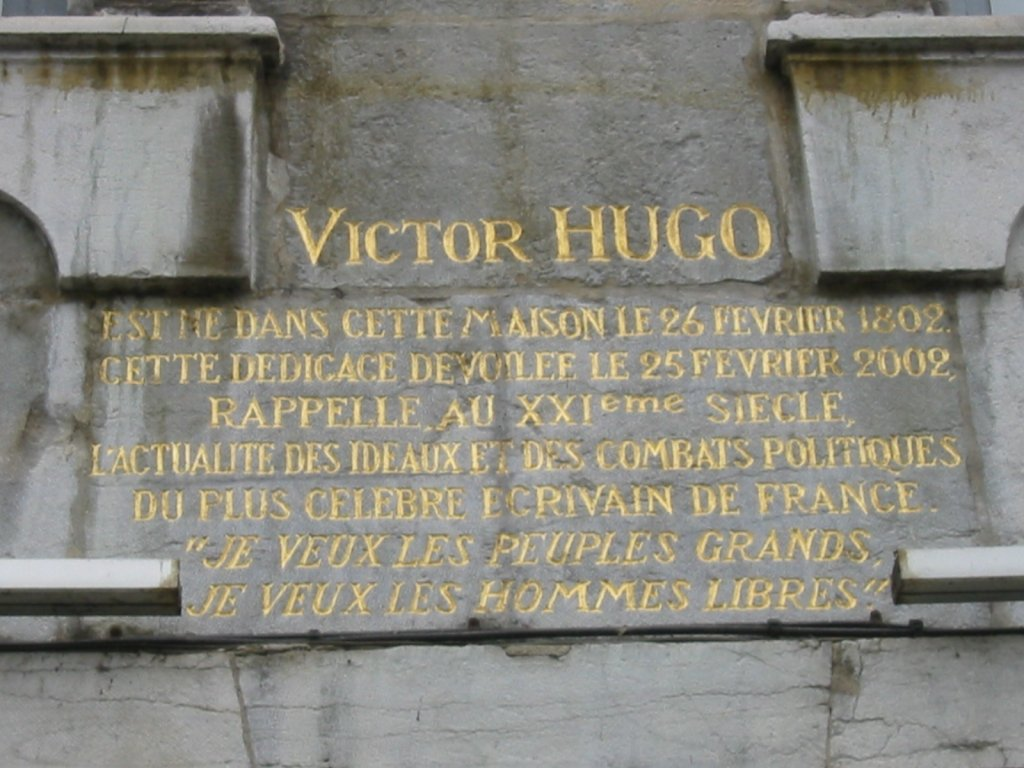
维克多·雨果纪念牌匾
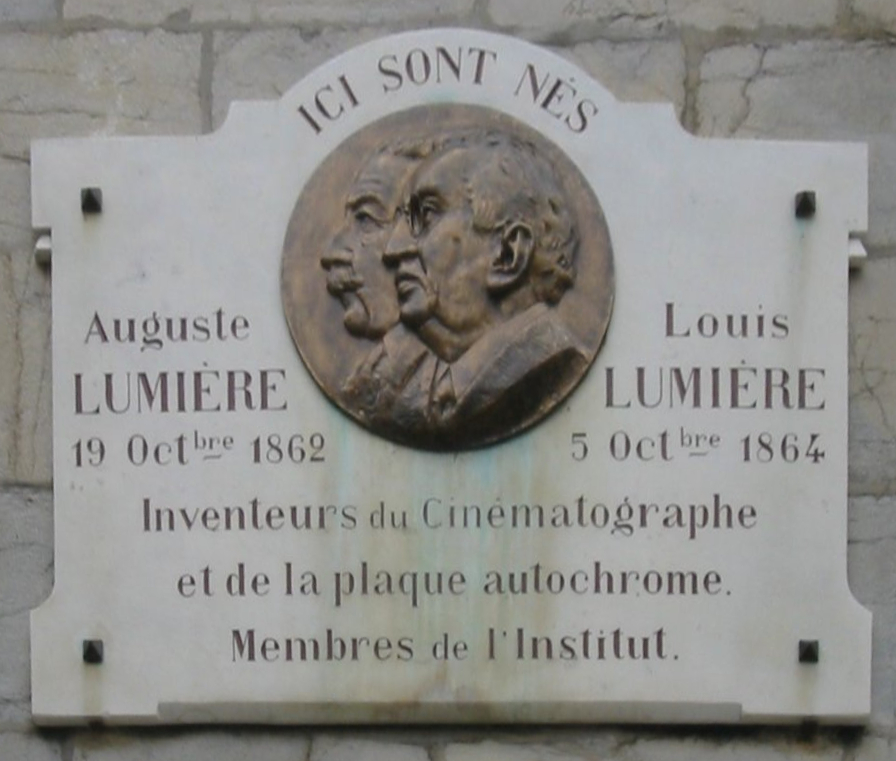
卢米埃尔兄弟纪念牌匾
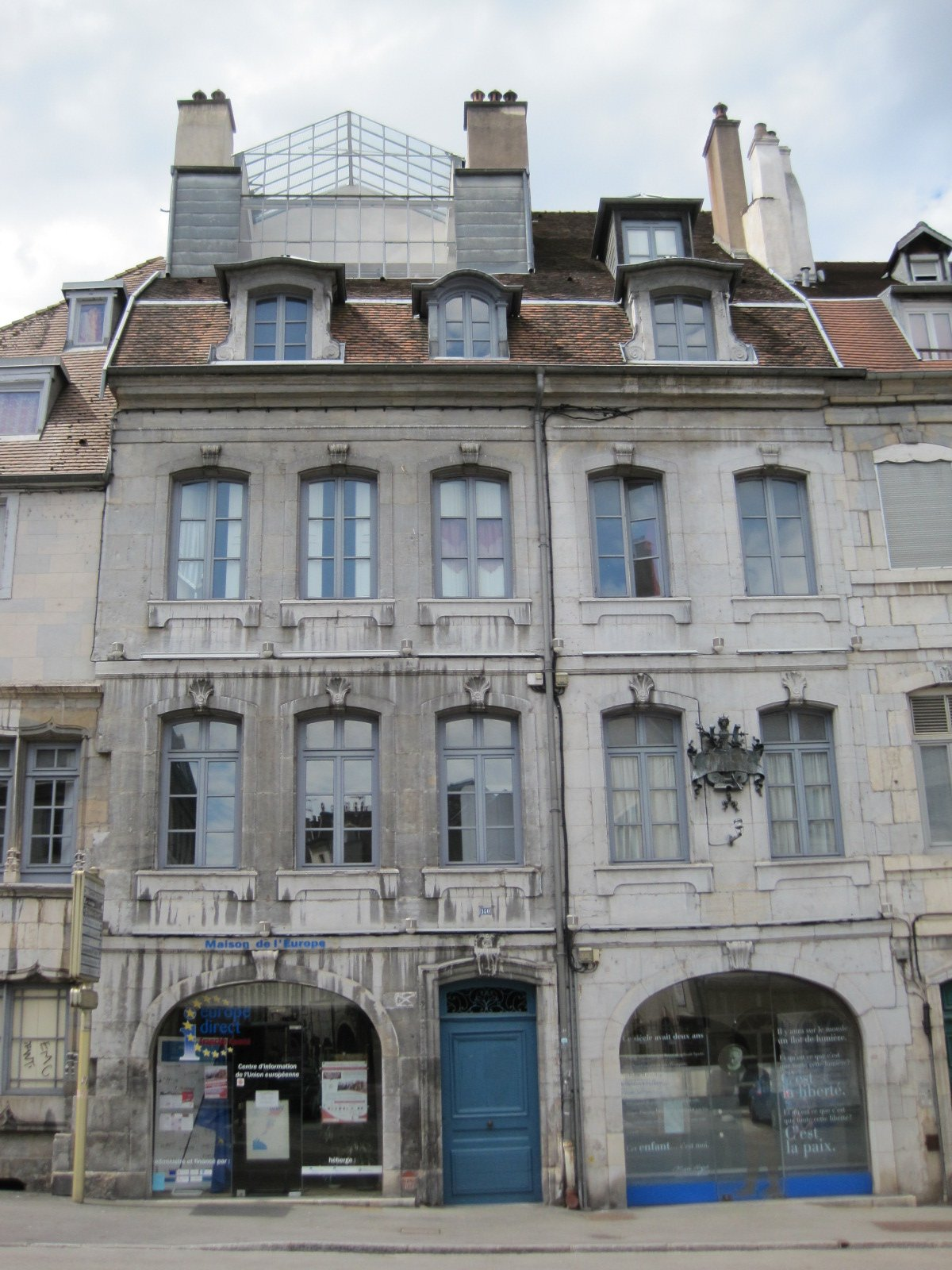
维克多·雨果出生地故居
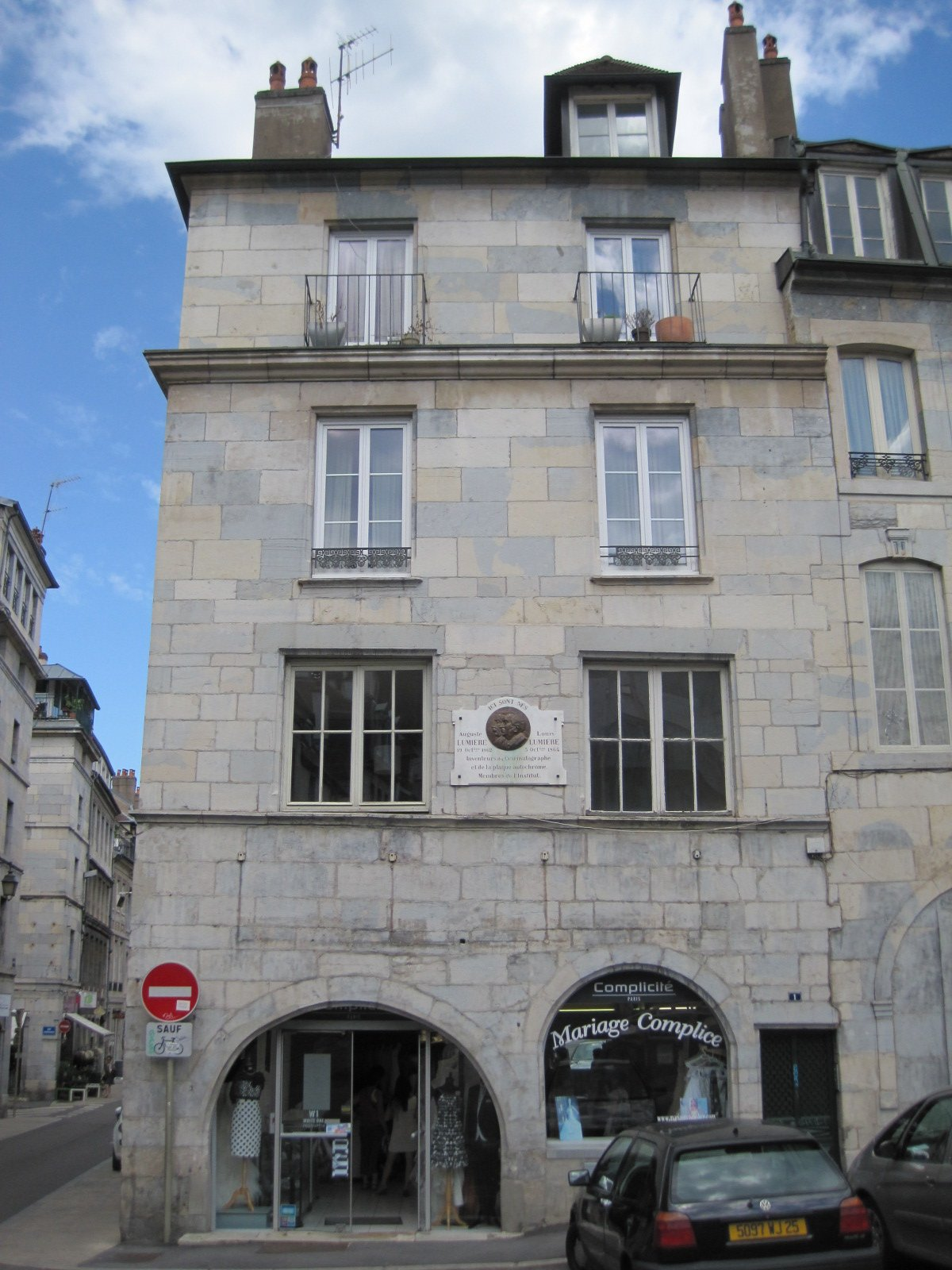
卢米埃尔兄弟出生地故居

## 名人
- 维克多·雨果 (维克多·雨果出生地故居)
- 卢米埃尔兄弟 (卢米埃尔兄弟出生地故居)
- 夏尔·诺迪埃
- 古斯塔夫·库尔贝